# سیمز فری‌پلی
سیمز فری پلی (به انگلیسی: The Sims FreePlay) یک بازی شبیه‌سازی زندگی استراتژیکی پرطرفدار به سبک زندگی انسان است که توسط شرکت الکترونیک آرتزساخته شده است. این بازی در ۱۵ دسامبر ۲۰۱۱ برای دستگاه‌های آی‌اواس و در ۱۵ فوریه ۲۰۱۲ برای دستگاه‌های اندروید منتشر شده است. در این بازی بازیکنان می‌توانند خانه بسازند و آدم‌های مجازی به نام سیمز را کنترل کنند تا نیازها و خواسته‌هایشان را انجام دهند. برخلاف دیگر بازی‌های سیمز، سیمز فری پلی در زمان واقعی انجام می‌شود و سیمزها به زمان واقعی احتیاج دارند تا فعالیت هایشان زا تکمیل کنند. این بازی ۵۲ سطح دارد و بازیکنان می‌توانند ۳۲ سیمز به وجود بیاورند. همه نسخه‌های سیمز free play در ایران فیلتر هستند و نیاز به فیلتر شکن دارند